# Манана Орбеліані

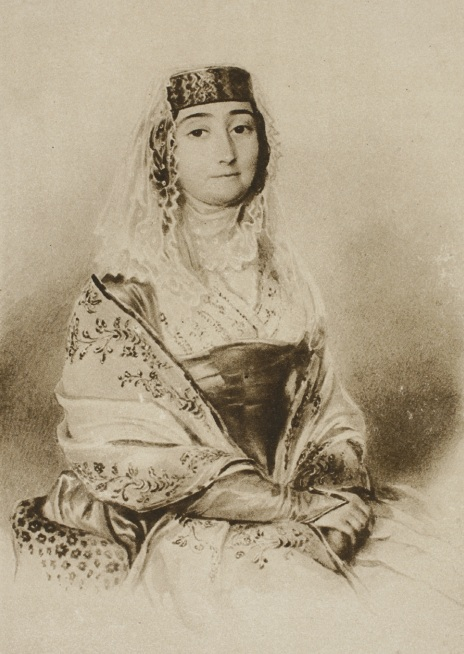
Манана Обеліані

Манана Орбеліані (груз. მანანა ორბელიანი; нар. 1808 — пом. 3 червня 1870) — грузинська княгиня і світська дама, чий салон у Тифлісі (сучасний Тбілісі) часто відвідували провідні літературні та політичні діячі Грузії середини XIX століття. Грузія на той час входила до складу Російської імперії.

## Походження
Манана народилася в 1808 році в сім'ї підполковника Мірманоза Еріставі-Ксанського (1771—1828) і його дружини, княгині Тамари (уродженої Абашішвілі; 1790—1809). У 1828 році вона вийшла заміж за князя Давида Орбеліані (1801—1830), члена одного з найбільш знатних родів Грузії. У пари було троє дітей:
- Князь Іван Орбеліані (1825—1893), дослужився до звання генерал-майора Російської імператорської армії,
- Княгиня Анастасія (1826—1907), дружина генерала Олександра Гагаріна,
- Князь Олександр (1829—1869), полковник Російської імператорської армії і предводитель дворянства Тифліського повіту.

## Змова 1832 року
Княгиня Манана овдовіла в 1830 році, після чого переїхала жити в сім'ю свого дівера, майора князя Луарсаба Орбеліані, перебуваючи в ньому до самої смерті останнього і початку протистоянь зі своєю невісткою Ганною Орбеліані в 1835 році. На початку 1830-х років будинок Орбеліані служив головним місцем зустрічей незадоволених грузинських дворян та інтелігенції, які організували в результаті змову проти російського правління в 1832 році. Після того, як він зазнав краху, Манана Орбеліані написала барону Розену, російському головнокомандувачу в Грузії, і зізналася, що знала про підготовку перевороту, але заперечувала свою причетність до його організації. Вона уникла арешту або заслання, але перебувала під наглядом поліції протягом декількох років.

## Світська дама
У 1840-х та в 1850-х роках Манана Орбеліані тримала в Тифлісі салон, який відвідували провідні грузинські літературні та політичні діячі того часу, а також іноземні гості. Завдяки цьому вона отримала від журналістки Іони Меунаргії прізвисько «нашої мадам Рекамє». Вона була в дружніх відносинах з родиною князя Михайла Воронцова, ліберального російського намісника на Кавказі. Російський письменник Лев Толстой описував Манану Орбеліані, з якою він познайомився в Тифлісі, у своїй повісті «Хаджі-Мурат» як «сорокапятилітню, східного складу, повну, високу красуню». Саме в її салоні обговорювалися та узгоджувалися такі культурні починання 1850-х років, як заснування провідного грузинського літературного журналу «Цискарі» («Світанок») та грузинської професійної театральної трупи. Манана Орбеліані померла у віці 62 років у 1870 році і була похована поряд зі своїм чоловіком в Кумісському Троїцькому монастирі.